# Campellolebias brucei
Campellolebias brucei е вид лъчеперка от семейство Rivulidae. Видът е уязвим и сериозно застрашен от изчезване.

## Разпространение и местообитание
Разпространен е в Бразилия.
Обитава крайбрежията на сладководни басейни.

## Описание
На дължина достигат до 4,5 cm.